# Andrée Laforest
Andrée Laforest, née à Chicoutimi, est une femme d'affaires et femme politique québécoise et actuelle ministre des Affaires municipales, ainsi que ministre responsable de la région du Saguenay–Lac-Saint-Jean.
Depuis les élections générales québécoises de 2018, elle représente la circonscription de Chicoutimi à l'Assemblée nationale du Québec sous la bannière de la Coalition avenir Québec.
De 2018 à 2022, elle est également ministre de l'Habitation.

## Carrière professionnelle
Avant de se lancer en politique, Andrée Laforest est copropriétaire de deux garderies privées ainsi que de la boutique d'articles de cuisine Eugène Allard. Elle travaille également pendant six ans à la Commission scolaire des Rives-du-Saguenay.

## Carrière politique

### 42elégislature
Lors des élections générales québécoises de 2018, elle est élue avec plus de 4 000 voix de majorité dans la circonscription de Chicoutimi à l'Assemblée nationale du Québec sous la bannière de la Coalition avenir Québec. Quelques jours plus tard, le 18 octobre 2018, elle est nommée ministre des Affaires municipales et de l'Habitation par François Legault. Elle est également nommée ministre responsable de la région du Saguenay–Lac-Saint-Jean.

### 43elégislature
Andrée Laforest est réélue lors des élections du 3 octobre 2022 avec 62,28 % des voix, une majorité de 14 930 voix. Lors du dévoilement du nouveau conseil des ministres le 20 octobre suivant, elle est reconduit comme ministre des Affaires municipales mais perd la responsabilité de l'Habitation à la nouvelle venue France-Élaine Duranceau. Elle continue d'être la ministre responsable de la région du Saguenay–Lac-Saint-Jean.

#### Controverse
En mai 2025, la ministre fait l'objet de critiques à la suite d'une enquête révélant que l'Académie des Mini-Amours, une garderie gérée par ses filles et dont elle a été propriétaire jusqu'en 2019, exigeait des paiements rétroactifs de parents pour réserver des places non encore occupées, une pratique qualifiée d'illégale par l'Office de la protection du consommateur (OPC) en vertu de la Loi sur la protection du consommateur,,.
Selon plusieurs témoignages recueillis par Radio-Canada, des parents ont été incités à payer plusieurs mois à l'avance pour garantir une place, et à réclamer ensuite des crédits d'impôt pour ces sommes, bien que les services de garde n'aient pas encore été rendus. L'une des gestionnaires aurait explicitement proposé cette démarche à un citoyen dans un appel enregistré,.
Le couple concerné, dont l'enfant n'avait pas encore fréquenté la garderie, a déposé une plainte auprès de l'OPC. Le ministère de la Famille confirme être intervenu auprès de la garderie afin de rappeler ses obligations légales.
Dans ce contexte, la ministre Laforest a directement contacté le citoyen plaignant à partir de son téléphone personnel, après que celui-ci eut laissé un message à son bureau de circonscription. L'appel, également enregistré, montre que la ministre a exprimé à plusieurs reprises être en conflit d'intérêts, tout en posant des questions sur la situation, défendant la réputation de la garderie et niant que des pratiques illégales aient eu cours sous sa direction passée,.
Plusieurs experts, dont des politologues spécialisés en éthique, estiment qu'en poursuivant cet échange malgré son conflit d'intérêts, la ministre s'était mise dans une situation problématique au regard du Code d'éthique et de déontologie des membres de l'Assemblée nationale. L'article 16 du Code interdit notamment à un député d'agir de manière à favoriser les intérêts de membres de sa famille immédiate.
L'opposition officielle, de même que Québec solidaire, demandent à la Commissaire à l'éthique et à la déontologie d'examiner le dossier. Le Parti québécois exprime des réserves, tout en souhaitant attendre les conclusions des vérifications avant de se prononcer davantage,.
En conférence de presse, la ministre affirme avoir agi avec transparence, transférant le suivi du dossier à une conseillère de son bureau. Elle déclare aussi être prête à collaborer pleinement à toute enquête.

## Résultats électoraux
|                                                                                               | Nom                        | Parti            | Nombre de voix | %      | Maj.   |
| --------------------------------------------------------------------------------------------- | -------------------------- | ---------------- | -------------- | ------ | ------ |
|                                                                                               | Andrée Laforest (sortante) | Coalition avenir | 19 345         | 62,3 % | 14 930 |
|                                                                                               | Alice Villeneuve           | Parti québécois  | 4 415          | 14,2 % | -      |
|                                                                                               | Adrien Guibert-Barthez     | Québec solidaire | 3 741          | 12 %   | -      |
|                                                                                               | Éric Girard                | Conservateur     | 2 619          | 8,4 %  | -      |
|                                                                                               | Gabriel Caron              | Libéral          | 943            | 3 %    | -      |
| Total                                                                                         | Total                      | Total            | 31 063         | 100 %  |        |
| Le taux de participation lors de l'élection était de 68,7 % et 421 bulletins ont été rejetés. |                            |                  |                |        |        |

|                                                                                               | Nom                      | Parti            | Nombre de voix | %      | Maj.  |
| --------------------------------------------------------------------------------------------- | ------------------------ | ---------------- | -------------- | ------ | ----- |
|                                                                                               | Andrée Laforest          | Coalition avenir | 12 123         | 39,3 % | 4 416 |
|                                                                                               | Mireille Jean (sortante) | Parti québécois  | 7 707          | 25 %   | -     |
|                                                                                               | Marie-Josée Morency      | Libéral          | 6 094          | 19,7 % | -     |
|                                                                                               | Pierre Dostie            | Québec solidaire | 3 977          | 12,9 % | -     |
|                                                                                               | Tommy Philippe           | Vert             | 551            | 1,8 %  | -     |
|                                                                                               | Léonard Gagnon           | Conservateur     | 426            | 1,4 %  | -     |
| Total                                                                                         | Total                    | Total            | 30 878         | 100 %  |       |
| Le taux de participation lors de l'élection était de 68,5 % et 601 bulletins ont été rejetés. |                          |                  |                |        |       |